# Pedro Guirao
Pedro Guirao Hernández (Cehegín,  Murcia, 9 de octubre de 1927 — Barcelona, 29 de septiembre de 1993) fue un ensayista y novelista español. Usó multitud de seudónimos, tales como: Eric Börgens, Abel Colbert, Walt G. Dovan, Clem Fosters, P. Guirao, Pedro Guirao, Susan Joyce, Peter Kapra, Steve Mackenzie, Buck O'Halloran, Jeff Storey y Phil Weaber.
En 1975 empezó a publicar ensayos sobre temas esotéricos e históricos y dirigió la revista "Spirit" de Garbo Editorial.
Fundó su propia editorial en 1982.

## Obra
Historietística
| Años | Título                       | Seudónimo       | Dibujante  | Tipo                          | Publicación |
| ---- | ---------------------------- | --------------- | ---------- | ----------------------------- | ----------- |
| 1958 | Rutas del espacio            | Peter Kapra     | José Gual  | Serial                        | Ferma       |
| 1960 | La conquista de la velocidad | Sebastián Boada | Monografía | Bruguera: Historias, núm. 114 |             |

Literaria
| Años | Título                    | Seudónimo     | Género          | Editorial         | Colección                         | Número |
| ---- | ------------------------- | ------------- | --------------- | ----------------- | --------------------------------- | ------ |
| 1959 | Dos cerebros iguales      | Walt G. Dovan | Ciencia ficción | Toray             | Espacio                           | 133    |
| 1960 | Cuatro a Mercurio         | Peter Kapra   | Ciencia ficción | Ferma             | Luchadores del Espacio            | 167    |
| 1962 | Señores del Sol           | Walt G. Dovan | Ciencia ficción | Manhattan         | Naviatom                          | 1      |
| 1964 | Como una alucinación      | Peter Kapra   | Ciencia ficción | Toray             | Espacio                           | 331    |
| 1965 | ¡Vacío!                   | Peter Kapra   | Ciencia ficción | Toray             | Espacio                           | 346    |
| 1965 | Infinito más Ene          | Walt G. Dovan | Ciencia ficción | Ferma             | Infinitum                         | 2      |
| 1965 | El futuro quedó atrás     | Peter Kapra   | Ciencia ficción | Toray             | Ciencia ficción (1.ª Época)       | 2      |
| 1966 | Las garras de Ofir        | Peter Kapra   | Ciencia ficción | Toray             | Ciencia ficción (1.ª Época)       | 5      |
| 1969 | Dimensión Infinita        | Peter Kapra   | Ciencia ficción | Toray             | Toray Ciencia Ficción (2.ª época) | 31     |
| 1979 | El extraterrestre         | Pedro Guirao  | Ciencia ficción | Teorema           | Abierta                           |        |
| 1979 | Los evadidos del infinito | Pedro Guirao  | Ciencia ficción |                   |                                   |        |
| 1979 | Señores del Sol (2ª Ed.)  | Peter Kapra   | Ciencia ficción | Andina            | Galaxia 2001                      | 149    |
| 1982 | Magia Cósmica             | Peter Kapra   | Ciencia ficción | Ediciones Heliios | Kapra Futuro                      | 5      |

Ensayística
| Años | Título                                                                        | Seudónimo | Editorial |
| ---- | ----------------------------------------------------------------------------- | --------- | --------- |
| 1975 | ¿Existió otra humanidad?                                                      |           |           |
| 1975 | Las terroríficas profecías de la Gran Pirámide                                |           |           |
| 1975 | Ecos del Más Allá                                                             |           |           |
| 1976 | Guía del erotismo en el mundo                                                 |           |           |
| 1977 | Herejía y tragedia de los cátaros                                             |           |           |
| 1978 | Dossier del más allá                                                          |           |           |
| 1978 | La protohistoria                                                              |           |           |
| 1978 | Oleada de ovnis                                                               |           |           |
| 1978 | Mu ¿paraíso perdido?                                                          |           |           |
| 1980 | El enigma de sirio                                                            |           |           |
| 1981 | El enigma de Teotihuacán                                                      |           |           |
| 1981 | El enigma de la esfinge y las piramides De Gizeh                              |           |           |
| 1988 | El enigma de Tiahuanaco                                                       |           |           |
| 1989 | El enigma de los mayas. Una civilización superior en la América Pre-Colombina |           |           |

En El enigma de Teotihuacán y El enigma de Tihuanaco tratan el tema de un posible contacto entre las culturas mexicana y egipcia, así como la posible llegada de fenicios a América, o de éstos a Europa. Estos temas son catalogados como pseudoarqueología, puesto que no existe relación comprobada entre los egipcios y fenicios y las culturas precolombinas de América.